# Petrus van Oeckelen
Petrus van Oeckelen (* 15. August 1792 in Breda; † 13. August 1878 in Glimmen) war ein niederländischer Orgelbauer und Carilloneur.

## Leben
Petrus van Oeckelen wurde als Sohn des Uhrmachers, Orgel- und Klavierbauers Cornelis van Oeckelen und Elisabeth Coenen geboren. Er erlernte sein Handwerk bei seinem Vater. Um 1808 wurde er als städtischer Carillonspieler nach Breda berufen. Im Jahr 1810 übersiedelte er nach Groningen, wo er den Ruf erhielt, das Carillon der Martinikerk zu bespielen. 1837 ließ er sich als Orgelbauer in Harendermolen bei Glimmen nieder. Dort übernahm er die Werkstatt des verstorbenen Orgelbauers Johannes Wilhelmus Timpe. Vermutlich hat er sich bei Timpe oder bei Heinrich Hermann Freytag im Orgelbau vertieft.
Er heiratete am 30. Juni 1825 in Groningen die sieben Jahre jüngere Joanna Maria Theresia Auwerda, Tochter von Christianus Auwerda und Margarita Elizabetha Paping. Aus der Ehe gingen sechs Kinder hervor, von denen drei den väterlichen Beruf erlernten: Cornelis Allegondus (Aldegundis) (1829–1905), Henricus (1835–1894) und Antonius (1839–1918). Van Oeckelen starb zwei Tage vor Vollendung seines 86. Lebensjahres und wurde in Noordlaren begraben. Cornelis Aldegundis und Antonius führten den Betrieb ihres Vaters fort. Die letzte Orgel aus der van Ockelen-Werkstatt entstand im Jahr 1915 für die Hervormde kerk in Leek. Mit dem Tod des Enkels Antonius van Oeckelen endete das Familienunternehmen im Jahr 1918 in dritter Generation. Der Meistergeselle Harmannus Thijs (1862–1943) führte bis etwa 1933 und dessen Lehrling Lukas Rinkema bis in die 1960er Jahre nur noch Unterhaltsarbeiten durch.

## Werk
Petrus van Oeckelen war der bedeutendste Vertreter der Orgelbauerfamilie van Oeckelen. Er war zwar römisch-katholisch, lieferte aber überwiegend Orgeln für die protestantischen Kirchen in der nördlichen Niederlande. Eine Orgel schuf er für die katholische Broerkerk in Groningen, die in einer Anzeige im Algemeen Handelsblad ihre Zufriedenheit über das Instrument zum Ausdruck brachte.
Im 19. Jahrhundert gehörte der Familienbetrieb neben der Firma van Dam aus Leeuwarden zu den produktivsten Erbauern von Kirchenorgeln in der nördlichen Region der Niederlande. Dies ist auf seine Geschäftstüchtigkeit, seine Freundschaften mit einflussreichen Persönlichkeiten, sein diplomatisches Geschick und auf Standardisierungsverfahren in der Produktion (beim Prospekt und bei Orgelteilen) zurückzuführen. Dennoch bewahrte van Oeckelen ein hohes handwerkliches Niveau. Von besonderer Qualität sind seine Streichregister, insbesondere die Viola da gamba. Er führte verschiedene Neuerungen in den Orgelbau ein, verwendete aber ausschließlich die mechanische Traktur. Van Oeckelens Werke stehen noch in der Groninger Klangtradition des 18. Jahrhunderts und sind mit ihren gemischten Stimmen und den Zungenregistern konservativ geprägt. Zungen und der Bourdun 16′ sind häufig aufgeteilt in Bass und Diskant. In späteren Werken hielten auch romantische Register Einzug in die Dispositionen. Das Pedal ist in der Regel nur angehängt, auch bei zweimanualigen Werken.
Die Prospektgestaltung ist recht einheitlich, in der Regel fünfachsig, mit erhöhtem Mittelturm und flankierenden Türmen, dazwischen doppelgeschossige Flachfelder. Während van Oeckelen in seiner Frühzeit vereinzelt polygonale oder Spitztürme baute, verwendet er später immer drei Rundtürme. In den 1850er Jahren baute er einige Werke mit Rückpositiv, danach mit Oberwerk. Das seitliche Schnitzwerk verbreitert sich nach unten. Oben wird das Orgelgehäuse mit Musikinstrumenten bekrönt, vielfach eine Leier auf dem Mittelturm, gelegentlich mit großen Adlern, Figuren, Vasen oder einem Strahlenkranz. Die unteren viereckigen Flachfelder werden mit einer Schräge abgeschlossen, die oberen haben einen geschwungenen Abschluss, der sich an den Mittelturm anschmiegt.
Neben Neubauten führte van Oeckelen auch Umbauten oder Überführungen von Orgeln in andere Kirchen durch. So baute er im Jahr 1857 die Orgel der Groninger Aa-kerk um. Diese Maßnahmen werden heute teils kritisiert, weil Orgeln mit historischer Substanz ganz oder teilweise dem Zeitgeschmack angepasst wurden. Auf der anderen Seite ging van Oeckelen verhältnismäßig respektvoll mit den erhaltenen Orgeln um, erneuerte abgängige Bälge und Trakturen und bewahrte die Instrumente auf diese Weise. Auch seine Söhne konzentrierten sich auf Provinzen Groningen, Friesland und Drenthe, schufen vereinzelt aber auch Werke außerhalb der Nordniederlande.

## Werkliste (Neubauten)
Die römische Zahl bezeichnet die Anzahl der Manuale, ein großes „P“ ein selbstständiges Pedal, ein kleines „p“ ein nur angehängtes Pedal und die arabische Zahl die Anzahl der klingenden Register.
| Jahr | Ort           | Kirche                    | Bild | Manuale | Register | Anmerkungen |
| ---- | ------------- | ------------------------- | ---- | ------- | -------- | --- |
| 1819 | Assen         | Kloosterkerk              |      | II/p    | 17       | Neubau unter Verwendung von Registern und vielleicht auch der Front von Heinrich Hermann Freytag; 1848 in die dortige Jozefkerk überführt und 1897 in die Clemenskerk in Havelte (Foto) |
| 1839 | Strijen       | St. Lambert               |      | II/p    | 21       | Vollendung der Orgel nach dem Tod des Vaters; 1948 erweitert auf II/P/33 |
| 1839 | Smilde        | Koepelkerk                |      | II/p    | 20       | [ 7 ] |
| 1841 | Groningen     | Academie- of Broerkerk    |      | II/p    | 21       | später in die Rehobothkerk in Tholen überführt; heute erweitert auf II/P/29 |
| 1841 | Hijkersmilde  | Hervormde kerk            |      | II/p    | 20       | |
| 1845 | Tjamsweer     | Hervormde kerk            |      | I/p     | 8        | |
| 1847 | Kloosterburen | Hervormde kerk            |      | I/p     | 8        | |
| 1848 | Kloosterburen | Katholische Kirche        |      | I/p     | 8        | nicht erhalten |
| 1849 | Breede        | Breeder Kirche            |      | II/p    | 11       | 1840 von van Oeckelen als Hausorgel gebaut, 1849 erweitert |
| 1851 | Garmerwolde   | Hervormde kerk            |      | II/p    | 20       | weitgehend erhalten |
| 1851 | Saaxumhuizen  | Hervormde kerk            |      | II/p    | 14       | |
| 1852 | Usquert       | Hervormde kerk            |      | II/p    | 16       | |
| 1852 | Veendam       | Katholische Kirche        |      | II/p    | 14       | |
| 1854 | Zwolle        | Sint Michaëlskerk         |      | II/P    | 25       | mit freiem Pedal; 1927 Umsetzung in die Noorderkerk/Alphen aan den Rijn und 1961 in die dortige Salvatorikerk (dort bis 2020)                                                           |
| 1856 | Akkrum        | Terptsjerke               |      | II/p    | 16       | einziger Neubau des Orgelbauers mit einem Rückpositiv; nahezu vollständig erhalten |
| 1857 | Harlingen     | Westerkerk                |      | II/p    | 18       | |
| 1860 | Steenwijk     | Grote of Sint-Clemenskerk |      | II/P    | 26       | mit freiem Pedal |
| 1861 | Odoorn        | Hervormde kerk            |      | I/p     |          | 1897 verbrannt |
| 1861 | Beerta        | Hervormde kerk            |      | II/p    | 17       | |
| 1861 | Beetgum       | Hervormde kerk            |      | II/p    | 17       | |
| 1862 | Groningen     | Pepergasthuiskerk         |      | II/p    | 20       | |
| 1863 | Middelstum    | Hervormde kerk            |      | II/p    | 20       | |
| 1864 | Muntendam     | Hervormde kerk            |      | II/p    | 15       | |
| 1864 | Noorddijk     | Hervormde kerk            |      | II/p    | 15       | |
| 1865 | Oude Pekela   | Hervormde kerk            |      | II/P    | 19       | mit freiem Pedal |
| 1866 | Tolbert       | Hervormde kerk            |      | I/p     | 8        | |
| 1867 | Maurik        | Hervormde kerk            |      | I/p     | 9        | |
| 1868 | Nieuwe Pekela | Lutherische Kirche        |      | I/p     | 8        | |
| 1869 | Blijham       | Hervormde kerk            |      | I/p     | 8        | |
| 1869 | Slochteren    | Hervormde kerk            |      | I/p     | 9        | |
| 1870 | Visvliet      | Hervormde kerk            |      | I/p     | 9        | |
| 1870 | Kolderveen    | Hervormde kerk            |      | I/p     | 9        | |
| 1871 | Noordwijk     | Noordwijker Kirche        |      | I/p     | 9        | [ 15 ] |
| 1871 | Amsterdam     | Oosterkerk                |      | II/P    | 24       | mit freiem Pedal |
| 1872 | Oenkerk       | Mariakerk                 |      | I/p     | 9        | [ 16 ] |
| 1872 | Ruinerwold    | Ruinerwolder Kirche       |      | I/p     | 12       | Unverändert erhalten |
| 1873 | Westeremden   | Andreaskerk               |      | I/p     | 9        | neogotisches Gehäuse |
| 1873 | Westerlee     | Hervormde kerk            |      | I/p     | 10       | |
| 1873 | Westervoort   | Hervormde kerk            |      | II/p    | 14       | |
| 1873 | Arnheim       | Kruiskerk                 |      | II/     | 13       | Zum großen Teil erhalten |
| 1874 | Oosteinde     | Nijkerkje                 |      | II/p    | 14       | |
| 1874 | Leermens      | Hervormde kerk            |      | I/p     | 9        | 1957 verbrannt |
| 1875 | Sappemeer     | Koepelkerk                |      | II/p    | 16       | nahezu vollständig erhalten |
| 1876 | Burum         | Hervormde kerk            |      | I/p     | 8        | [ 20 ] |
| 1876 | Veessen       | Hervormde kerk            |      | I/p     | 11       | mit Forte-/Piano-Tritt; unverändert erhalten |
| 1876 | Stadskanaal   | Oosterkadekerk            |      | II/p    | 15       | [ 22 ] |
| 1876 | Groningen     | Waalse kerk               |      | I/p     | 8        | |
| 1876 | Noordlaren    | Bartholomeüskerk          |      | I/p     | 9        | |
| 1877 | Nieuw Helvoet | Hervormde kerk            |      | I/p     |          | 1977 ersetzt, 4 Register erhalten |
| 1878 | Houten        | Pleinkerk                 |      | I/p     | 9        | weitgehend erhalten |
| 1879 | Hardegarijp   | Hofkerk                   |      | I/p     | 10       | nahezu vollständig erhalten |